# 亞歷克西斯 (阿拉巴馬州)
亞歷克西斯（英語：Alexis）是一個位於美國阿拉巴馬州切羅基縣的非建制地區。該地的面積和人口皆未知。

## 地理
亞歷克西斯的座標為34°10′44″N 85°30′44″W / 34.178889°N 85.512222°W，而該地最高點為海拔高度184米（即604英尺）。